# Na. Muthukumar
Na. Muthukumar (Conjiverão, 12 de julho de 1975 – Chennai, 14 de agosto de 2016) foi um poeta, letrista e autor indiano. Mais conhecido por suas canções dos filmes da língua tâmil, que recebeu o maior número de Prêmio Filmfare de Melhor Letrista em Tamil e foi duas vezes ganhador do Prêmio de Filme Nacional de Melhor Letra por seus trabalhos em Thanga Meenkal (2013) e Saivam (2014).